# HMS Devonshire (1927)
Корабль Его Величества «Девоншир» (номер вымпела 39) — британский тяжёлый крейсер типа «Кент», подтипа «Лондон». Построен для Королевского флота в конце 1920-х годов. До Второй мировой войны крейсер провёл большую часть службы в составе Средиземноморского флота, за исключением непродолжительного похода на Китайскую базу. Первые два месяца войны крейсер оставался на Средиземноморском флоте, после чего был переведён во Флот метрополии и стал флагманом эскадры крейсеров. В середине 1940 года «Девоншир» принял участие в Норвежской кампании и в июне вывез большую часть норвежского правительства. В сентябре крейсер принял участие в сражении за Дакар, но эта попытка овладеть Сенегалом (в то время колонией вишистской Франции) провалилась. Затем крейсер остался в Южной Атлантике и поддерживал силы Свободной Франции в их действиях по установлению контроля над Французской экваториальной Африкой а кроме того вёл поиски германских рейдеров, замаскированных под торговые суда.
«Девоншир» вернулся в Англию в начале 1941 года и ненадолго присоединился к Флоту метрополии, в это время он эскортировал авианосцы, атаковавшие германские силы в Киркенесе (Норвегия) и Петсамо (Финляндия), также прикрывал первый арктический конвой в СССР. Вскоре после этого корабль был отправлен в Южную Атлантику, где потопил германский рейдер «Атлантис». Затем «Девоншир» был придан Восточному флоту в Индийском океане и в середине 1942 года участвовал во вторжении Союзников на Мадагаскар. Следующий год крейсер провёл, эскортируя конвои после чего вернулся домой и подвергся длительному ремонту. По завершении ремонта в начале 1944 года крейсер до конца эскортировал различные авианосцы, атакующие различные цели в Норвегии.
После капитуляции Германии в 1945 году «Девоншир» отправился в Норвегию и эскортировал два сдавшихся германских крейсера из Дании в Великобританию. Оставшуюся часть года крейсер перевозил британские войска из Австралии в Англию. В 1947 году крейсер был переоборудован в учебный корабль для военно-морских кадетов, после чего служил в этом качестве пока не был продан на металл в 1954 году.

## Устройство
Водоизмещение «Девоншира» составляло 9.850 длинных тонн (10.010 тонн) при обычной загрузке и 13 315 длинных тонн (13 529 тонн) при полной загрузке. Длина корабля составляла 192,8 м, ширина 20,1 м, осадка 6,3 м. Двигательная установка крейсера состояла из редукторных паровых турбин Парсонса, приводящих в действие четыре вала. Установка развивала мощность в 80 тыс. лошадиных сил (60 тыс. киловатт), благодаря чему крейсер развивал максимальную скорость в 32,35 узлов (59,91 км/ч). Пар для турбин образовывался в восьми трёхколлекторных паровых котлах адмиралтейской системы. «Девоншир» мог нести максимальное количество топлива в 3.480 тонн нефти что давало ему радиус плавания в 13.300 морских миль (24.600 км) на скорости в 12 узлов (22 км/ч). Экипаж корабля составляли 784 офицеров и нижних чинов.

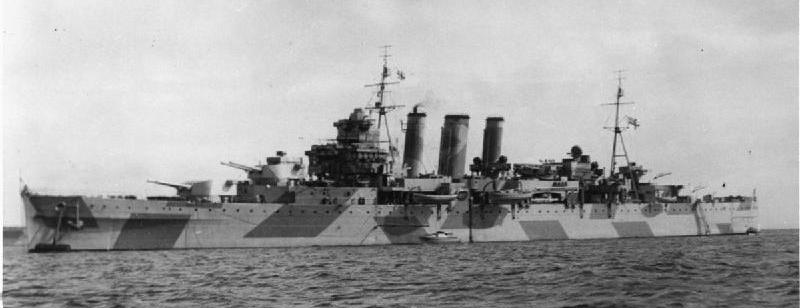
HMS Devonshire

Вооружение крейсера составляли восемь 8-дюймовых орудий калибра 203 мм расположенные в четырёх двухорудийных башнях, обозначенных литерами 'A', 'B', 'X', и 'Y' от носа к корме. Вспомогательное вооружение составляли четыре скорострельных противовоздушных 4-дюймовых орудия Mk V на одиночных постаментах. Крейсер также нёс четыре одиночных противовоздушных лёгких 40 мм орудий Мк 2 («пом-пом»). На корабле также были установлены два четырёхтрубных надводных торпедных аппарата для запуска 21-дюймовых (533 мм) торпед.
Крейсер был весьма легко защищён: бронеплиты не более одного дюйма толщиной защищали жизненно важные механизмы. Однако пороховые склады были защищены гораздо серьёзнее — бронёй толщиной в 2–4.375 дюйма (50.8–111.1 мм). Освободившуюся в результате массу и пространство зарезервировали на одну стартовую катапульту и самолёт, но в итоге они не были установлены по завершении строительства корабля.

## История службы
«Девоншир», пятый корабль типа «Каунти» был назван в честь графства Девон. Заложен на королевской верфи в Девонпорте 16 марта 1926 года, спущен на воду 22 октября 1927 года. Строительство было закончено 18 марта 1929 года, после чего крейсер был приписан к 1-й крейсерской эскадре Средиземноморского флота, вместе с тремя другими кораблями своего типа. В составе эскадры «Девоншир» провёл межвоенный период, за исключением службы на Китайской станции в 1932—1933 годах.
26 июля 1929 года в ходе артиллерийских учений у острова Скиатос в Эгейском море на корабле произошёл серьёзный инцидент. На левом орудии башни «Х» сдетонировал снаряд при открытом затворе орудия, что воспламенило заряд следующего снаряда. В результате взрыва погибло 18 человек. В августе «Девоншир» вернулся в Англию для ремонта «с развёрнутой башней и орудиями наперекосяк». В 1929-30 годах на корабле была установлена система High Angle Control System (HACS) для наведения зенитной артиллерии, а в 1931-32 годах — катапульта. В 1936-37 годах на корабль были установлены ещё четыре зенитных 4-дюймовых орудия в дополнение к паре счетвёренных пулемётов Vickers калибра 0.50 (12,7 мм) Mark III.
В ходе гражданской войны в Испании «Девоншир» 7 февраля 1939 года доставил эмиссара националистов на остров Меньорку. На следующий день республиканцы сдали остров националистам. Крейсер отплыл в г. Марсель с 452 республиканскими беженцами на борту.

### Вторая мировая война
Начало войны застало «Девоншир» в Средиземном море, несколько месяцев спустя крейсер был переброшен в состав Флота метрополии. После того как 23 ноября германские линейные крейсера «Шарнхорст» и «Гнейзенау» потопили вооружённый вспомогательный крейсер «Равалпинди», «Девоншир» и линейные крейсера «Нельсон» и «Родни» вышли из устья реки Клайд на поиски германских кораблей. Поиски не принесли успеха. В марте 1940 года «Девоншир» стал флагманом первой крейсерской эскадры, первый морской лорд контр-адмирал Джон Каннингем поднял на нём свой флаг. Эскадра получил приказ прикрывать Шотландию, Фарерские острова и Исландию. Поскольку Союзники планировали частично оккупировать Норвегию и пресечь перевозки железной руды из Нарвика в Германию (операция «Уилфред» и план R4) «Девоншир» и остальные корабли эскадры были задействованы в перевозке войск из Росайта в Ставангер и Берген. Выход кораблей был назначен на 8 апреля, но в этот день гитлеровцы вторглись в Норвегию.
Вечером 8 июня адмиралтейство приказало выгрузить войска (но не их снаряжение) с крейсеров и немедленно выйти в море на поиски германских кораблей, про которых было известно что они в море. Позднее приказ был отменён и эскадра получила приказ идти на соединение с главными силами Флота метрополии. Позднее германские бомбардировщики атаковали британские корабли и «Девоншир», но промахнулись. 11 июня эскадра была отправлена на безуспешные поиски германских кораблей у Тронхейма и спустя два дня присоединились ко флоту. Затем корабли Каннингема были отправлены в Тромсё, где адмирал провёл переговоры с местными властями о заправке кораблей там и переброске норвежских войск на запад из Киркенеса. Эскадра прибыла туда в полдень 15 июня и эскортировала норвежские войсковые транспорты в Тромсё. «Девоншир» прикрыл эвакуацию британских и французских войск из Намсуса начавшуюся в мае и едва не стал жертвой германской авиации, при отступлении сил Союзников 3 мая.
7 июня король Хокон VII, кронпринц Олаф и члены норвежского правительства включая премьер-министра Нюгорсвольда были эвакуированы из Тромсё на борту «Девоншира». На борту был 461 пассажир. Корабль прошёл в 80 км от места боя авианосца «Глориес» и двух эсминцев с германскими линейными крейсерами «Шарнхорстом» и «Гнейзенау», в котором британские корабли были потоплены. Хотя команда «Девоншир» доложила что заметила кораблии противника, адмирал Каннингем приказал доставить Хокона VII в безопасное место. Крейсер ускорил ход и остался на своём курсе.
При подготовке к операции «Угроза» (нападению британских ВМС на вишистский Дакар в Сенегале после чего планировалась высадка сил «Свободной Франции») крейсер 28 августа был выведен из состава Флота Метрополии и приписан к отряду М (формированию Королевского флота, выделенную для операции). «Девоншир» под флагом адмирала Каннингема вышел из Клайда 31 августа, эскортируя конвой с войсками на пути к Гибралтару, куда они и прибыли 3 сентября. 14 сентября Каннингем (поднявший флаг на линкоре «Бэрхэм») отрядил первую крейсерскую эскадру, усиленную авианосцем «Арк Ройял» чтобы найти и повернуть обратно эскадру крейсеров вишистской Франции, направлявшуюся в Дакар, эти действия не увенчались успехом. На второй день операции «Девоншир» и однотипный австралийский крейсер «Австралия» вступили в бой с французскими крейсерами и эсминцами, маневрировавшими в заливе, но в условиях плохой видимости эффект был незначительным. После того как «Бэрхэм» получил лёгкие повреждения в бою, Каннингем снова поднял флаг на «Девоншире». На следующий день «Девоншир» выпустил 200 снарядов из орудий главного калибра, но ни разу не попал во французские корабли, укрывавшиеся за дымовой завесой.
После отмены операции крейсер был назначен эскортировать конвой с британскими войсками, идущий в Дуалу (Французский Камерун) в начале октября. Затем «Девоншир» блокировал побережье Габона, где в начале ноября высадились войска «Свободной Франции». 7 ноября самолёт крейсера «Supermarine Walrus» участвовал в уничтожении вишистской подлодки «Понселе» у побережья Габона.
«Девоншир» оставался в Южной Атлантике и в январе 1941 года участвовал в охоте на германский рейдер «Корморан». В дальнейшем крейсер был переведён обратно во Флот Метрополии и был переоборудован в Ливерпуле 19 февраля — 22 мая. Его одиночные 2-фунтовые орудия были заменены на две восьмиместные установки и радар дальнего обнаружения Тип 281. В конце июля «Девоншир» эскортировал британские авианосцы в ходе нападения на Киркенес и Петсамо. В августе «Девоншир» обеспечивал отдалённое прикрытие первого конвоя, направившегося в СССР (Операция «Дервиш»), после чего был переведён в Восточной флот. В сентябре на крейсер была установлена пара лёгких зенитных 20-мм орудий «Эрликон». 2 ноября крейсер возглавил эскадру, захватившую у побережья Южной Африки вишистский конвой, направлявшийся во французский Индокитай. Через 20 дней к северу от острова Вознесения «Девоншир» уничтожил германский рейдер «Атлантис».
С 24 января по 7 марта 1942 года крейсер прошёл переоборудование в Норфолке, штат Виргиния где на него был установлен орудийный радар тип 273 и ещё шесть пушек «Эрликон». По завершении переоборудования «Девоншир» был отправлен на соединение с 4-й крейсерской эскадрой Восточного флота и по пути эскортировал конвой из Чарльстона, штат Южная Каролина во Фритаун, Сьерра-Леоне. 25 апреля корабль эскортировал конвой из Дурбана, Южная Африка на Мадагаскар, где намечалась операция «Броненосец» с целью пресечь возможную оккупацию японцами острова. Власти вишистской Франции уже позволили японским силам использовать базы ВВС во Французском Индокитае, последующие авиаудары японцев потопили корабли «Репульс» и «Принц оф Уэльс» таким образом, было возможно, что вишисты разрешат японцами использовать военные объекты на Мадагаскаре если те их попросят. В конце 1942 года одиночные 4-х дюймовые зенитные орудия крейсера были заменены на спаренные орудия Mark XVI того же калибра. Корабль оставался на Дальнем востоке до мая 1943 года прикрывая конвои с войсками следовавшие из Суэца в Австралию. К этому времени счетверённые пулемёты калибра 0,5 дюйма и щесть одиночных установок «Эрликон» были заменены на пару установок из восьми двухфунтовых орудий и 12 спаренных установок «Эрликон». В этом же месяце корабль вернулся домой, где началось длительное переоборудование, продлившееся до 20 марта 1944 года. Башня «Х» и одна спаренная установка «Эрликон» были заменены на две дополнительные установки из восьми двухфунтовых орудий и восемь одиночных установок «Эрликон». Радар Тип 281 был заменён на Тип 281Б. Был установлен полный набор противовоздушных радаров. Для установки нового оборудования пришлось демонтировать катапульту.

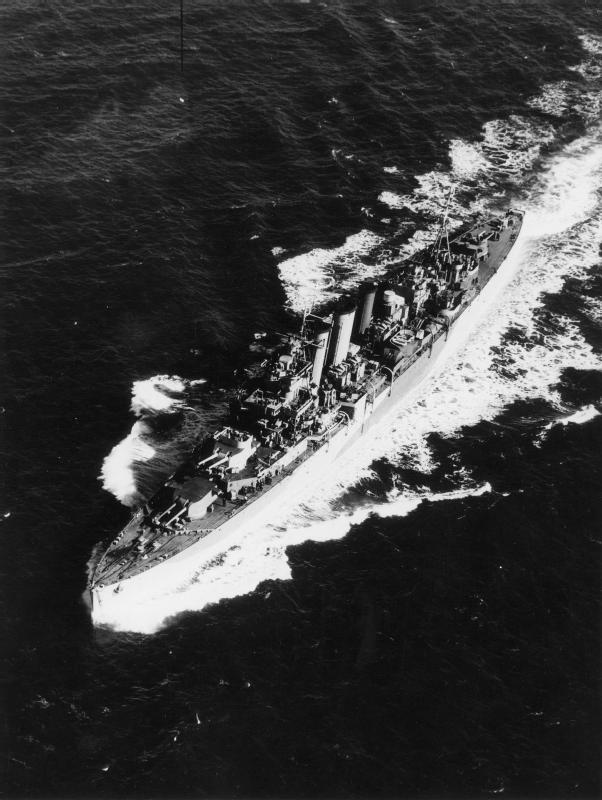
«Девоншир» после переоборудования в 1944 году

В апреле 1944 года крейсер вернулся во Флот метрополии в Скапа-Флоу. С июля 1944 года до окончания военных действий в мае 1945 года «Девоншир» эскортировал авианосцы, наносящие удары по кораблям и другим целям в норвежских водах (операции Mascot, Goodwood, и Hardy).

### После войны
12 мая, по окончании боевых действий в Европе, «Девоншир», на котором поднял флаг контр-адмирал Джеймс Ричи, будущий флаг-офицер Норвегии, отплыл в Осло. На следующий день крейсер зашёл в Копенгаген, откуда 24-26 мая эскортировал два захваченных германских крейсера «Принц Ойген» и «Нюрнберг» в Вильгельмсхафен. В июне «Девоншир» снова стал флагманом первой эскадры крейсеров под командованием адмирала Родерика Макгригора. Эскадра доставила норвежского короля Хокона в Норвегию, прибыв в Осло 7 июня. Сам король находился на борту крейсера «Норфолк» (того же типа что и «Девоншир»). В этом же крейсер использовался как войсковой транспорт и оставшуюся часть года перевозил войска в Австралию и из Австралии. 29 сентября команда крейсера спасла выживших с охваченного огнём судна, перевозившего греческих беженцев из Порт-Саида (Египет) в Грецию.
В 1947 году крейсер был переоборудован в учебный корабль для подготовки военно-морских кадетов; служил в этом качестве до 1954 года. В ходе реконструкции большая часть его вооружения была демонтирована. В 1949 году на крейсере осталась только одна башня с восьмидюймовым орудием, две башни с четырёхдюймовыми орудиями, и единичные четырёхствольные двухфунтовые, одноствольные и сдвоенные установки «Эрликон» и одиночное 40-миллиметровое (1,6 дюйма) лёгкое зенитное орудие «Бофорс». В 1953 году крейсер принял участие в военно-морском параде в честь коронации Елизаветы II. 16 июня 1954 года «Девоншир» был продан на металл. 12 декабря 1954 года крейсер прибыл в Ньюпорт (Уэльс), где был разобран компанией John Cashmore Ltd.